# Comunità montana delle Alte Valli Trebbia e Bisagno
La Comunità montana delle Alte Valli Trebbia e Bisagno era un comprensorio montano della Liguria, in provincia di Genova, formato dai comuni di: Bargagli, Fascia, Fontanigorda, Gorreto, Montebruno, Propata, Rondanina, Rovegno e Torriglia.
Per disposizioni collegate alla legge finanziaria 2011 la comunità montana, così come tutte le altre della Liguria, è stata soppressa con la Legge Regionale n° 23 del 29 dicembre 2010 e in vigore dal 1º maggio 2011.
L'ente locale aveva sede a Montebruno, già sede dell'ex Comunità Montana Alta Val Trebbia. Il presidente, eletto nel 2009, era Federico Marenco attuale vicesindaco del Comune di Montebruno.

## Storia
Con la disciplina di riordino delle comunità montane, regolamentate con la Legge Regionale n° 24 del 4 luglio 2008 e in vigore dal 1º gennaio 2009, non fa più parte dell'originaria comunità montana il comune di Davagna che ha delegato la stessa alle funzioni amministrative in materia di agricoltura, sviluppo rurale, foreste e antincendio boschivo.
Dal 1º maggio 2011 l'ente montano è stato soppresso con il trasferimento delle deleghe in materia nuovamente alla Regione e ai comuni interessati.

## Descrizione

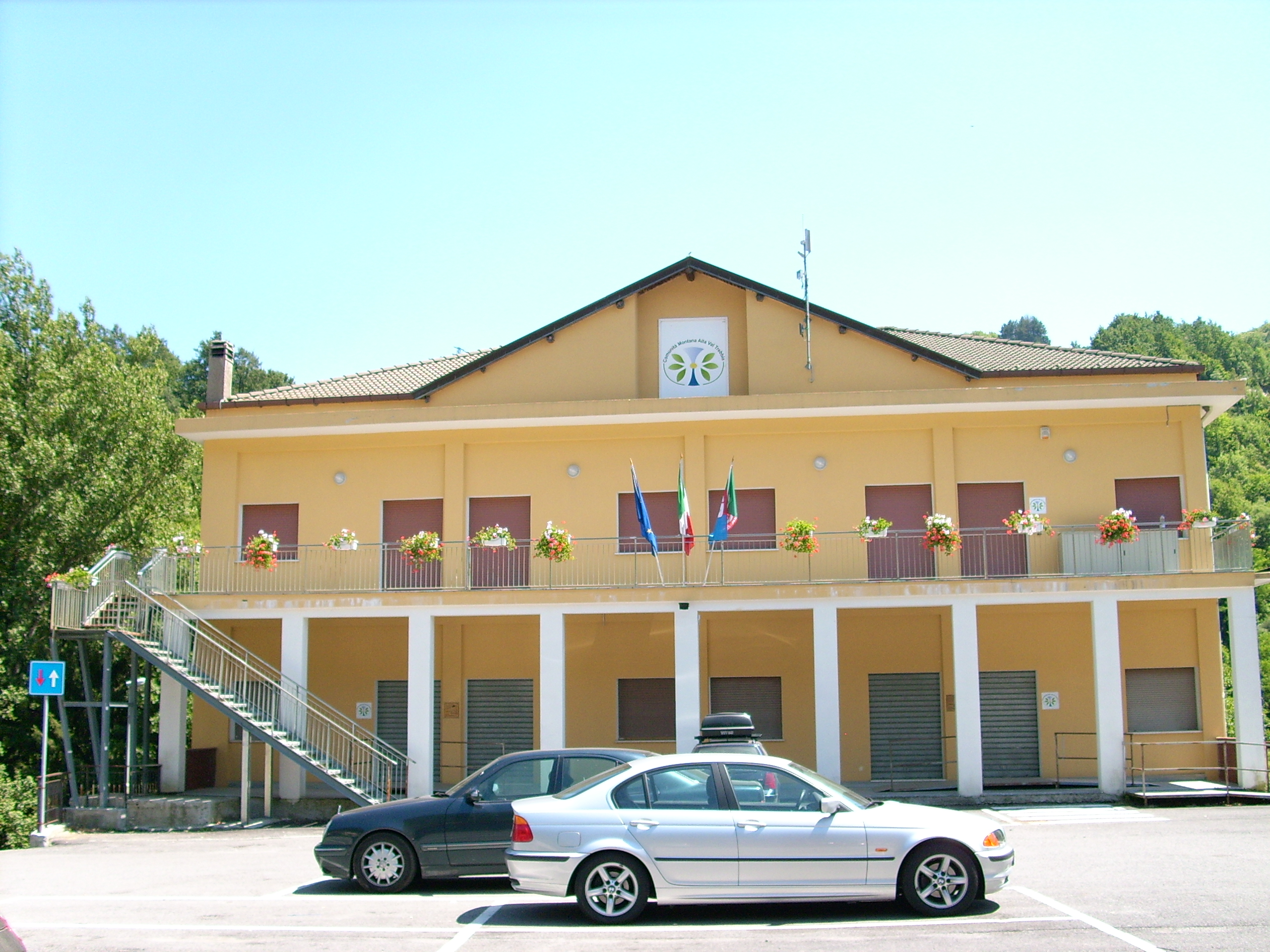
La sede della comunità a Montebruno

Si trova al confine con le province di Alessandria e Piacenza e include i territori valligiani della val Trebbia e val Bisagno. Una parte della comunità è compresa nel Parco Naturale dell'Antola.
Il territorio ha subito un notevole spopolamento nei decenni seguenti la Seconda guerra mondiale. L'emigrazione si è diretta soprattutto verso la costa (Genova in special modo) e le più grandi città della Pianura Padana, come Milano.
Negli ultimi anni, comunque, il miglioramento delle comunicazioni ha determinato un certo ripopolamento, soprattutto nei comuni più vicini a Genova, in buona parte costituito da pensionati e persone che, pur lavorando nel capoluogo ligure, preferiscono abitare in campagna.
L'economia si regge su un'agricoltura montana e sul turismo, specialmente d'estate, quando l'alta valle del Trebbia ospita molti villeggianti, spesso originari della zona.